# Santi Balmes Sanfeliu
Santi Balmes Sanfeliu (25 de novembre de 1970) és un cantant, compositor i escriptor català, vocalista i lletrista de la banda indie Love of Lesbian.
Originari de Sant Vicenç dels Horts va iniciar la seva carrera musical el 1997. Des del 2011 és també escriptor i ha publicat diverses novel·les de ficció i no ficció. També és articulista en diversos mitjans.

## Obres
- Yo mataré monstruos por ti (2011)
- ¿Por qué me comprasteis un walkie-talkie si era hijo único? (2012)
- La doble vida de las hadas (2014)
- Canción de bruma (2017)
- El hambre invisible (2018)